# Bradina itysalis
Bradina itysalis is een vlinder uit de familie van de grasmotten (Crambidae), uit de onderfamilie van de Spilomelinae. De wetenschappelijke naam van deze soort is voor het eerst voorgesteld door Pierre Viette in een publicatie uit 1957.
De soort komt voor op Principe.